# LIVE DIAMOND EXPRESSION
『LIVE DIAMOND EXPRESSION』（ライヴ ダイアモンド イクスプレッション）は、松田聖子のライブ・ビデオ。1993年11月1日発売。発売元はSony Records。

## 解説
同年6月～7月に行われたコンサート・ツアーの模様を収録したライブ・ビデオ。
同年発売アルバム『DIAMOND EXPRESSION』からの曲を中心に披露した。序盤のダンスナンバーのほかに、当時発売10周年を迎えた『ユートピア』からは「マイアミ午前5時」「セイシェルの夕陽」の2曲を続けて熱唱している。
2024年9月4日には新たにカラーグレーディングを施し、Blu-ray Discで再発売される。Blu-ray版では人工知能を用いてボケ感を精細に見せる処理やカラーノイズや粒子の除去、音源のリマスタリングなども行われている。

## 収録曲
1. Move On
2. Baby,Make Love Tonight
3. I Want You So Bad!
4. Hot Thing
5. Wanna know How
6. A Touch of Destiny
7. Baby Baby
8. 大切なあなた
9. マイアミ午前5時
10. セイシェルの夕陽
11. Dear Mom & Dad
12. Take My Hand,Give Your Hand
13. SWEET MEMORIES
14. 渚のバルコニー
15. 青い珊瑚礁
16. チェリーブラッサム
17. 夏の扉
18. 赤いスイートピー
19. Rock'n Rouge
20. 天使のウインク